# Dužnost prijavljivanja poslova i radnji u kojima postoji lični interes
 Rukovodioci  privrednog društva moraju da vode računa da prilikom  poslovanja ne dođe do  sukoba interesa. Sukob interesa nastaje onda kada se u poslovanju pojave lični interesi koji su iznad interesa  društva  tako da mogu da dovedu do postupanja koje je suprotno interesu  društva. 
 Lični interes   rukovodioca ili  člana društva podrazumeva sticanje materijalne ili druge  koristi korišćenjem svog položaja, za njega lično, njegovu  porodicu, bliske rođake, prijatelje ili druga  pravna i  fizička lica sa kojima ostvaruje privatni, poslovni ili  politički kontakt i  saradnju.
Zakon koji uređuje oblast ličnog interesa u  Republici Srbiji je “Zakon o privrednim društvima”, tačnije članovi 65, 66, 67 i član 68.

### Dužnost prijavljivanja poslova i radnji u kojima postoji lični interes
Članom 65, „Zakona o privrednim društvima“ definisana je dužnost prijavljivanja poslova i  radnji u kojima postoji lični interes. Prema pomenutom članu, lice koja ima posebne dužnosti prema društvu dužno je da odbor  direktora, odnosno nadzorni odbor obavesti o postojanju ličnog interesa u pravnom poslu koji društvo zaključuje, odnosno pravnoj radnji koju društvo preduzima.

#### Odobrenje pravnog posla ili radnje u kojoj postoji lični interes
Do zaključivanja pravnog posla u kom postoji lični interes može doći:
1. Ako je  ortačko ili komanditno društvo, većinom glasova svih  ortaka odnosno  komplementara, koji nemaju lični interes,
2. U slučaju  društva sa ograničenom odgovornošću, ako postoji lični interes direktora, običnom većinom glasova svih  članova društva, a ako postoji lični interes člana nadzornog odbora, odnosno člana društva, običnom većinom glasova svih članova društva koji nemaju lični interes, odnosno običnom većinom glasova svih članova nadzornog odbora koji nemaju lični interes;
3. U slučaju  akcionarskog društva, ako postoji lični interes direktora, običnom većinom glasova svih direktora koji nemaju lični interes a ako postoji lični interes člana nadzornog odbora, običnom većinom glasova svih članova nadzornog odbora koji nemaju lični interes.

 Osnivačkim aktom se mogu drugačije odrediti lica koja imaju pravo da odobre ovakve poslove (poslove u kojima postoji lični interes).
Ukoliko odbor direktora ili nadzorni odbor, akcionarskog društva odobri pravni posao u kojem postoji lični interes, o tome se obaveštava skupština na prvoj narednoj sednici.

#### Tužba zbog povrede pravila o odobravanju poslova u kojima postoji lični interes
Ako nije pribavljeno odobrenje pravne radnje u kojoj postoji lični interes ili nisu izložene sve činjenice značajne za donošenje takve odluke, društvo može podneti tužbu  za  poništaj  te  pravne radnje i  naknadu štete od lica koje je imalo lični interes u toj radnji.
Za štetu društvu, pored odgovornog lica, neodraničeno solidarno odgovaraju:
1. sa njime povezano lice, ako je ono bilo ugovorna strana u tom poslu,
2. treće lice, ako je znalo ili moralo znati za postojanje ličnog interesa u vreme zaključenja pravne radnje.

Međutim ukoliko treće lice, nije znalo niti je moralo znati za postojanje ličnog interesa u vreme zaključenja pravne radnje, radnja neće biti poništena.

#### Izuzetak od postojanja povrede pravila o odobravanju poslova
Neće se smatrati da je došlo do povrede pravila o odobravanju poslova u kojima postoji lični interes, odnosno tužba  će biti odbačena ukoliko:
1. je pravna radnja bila u interesu društva,
2. nema  dokaza a da je postojao lični interes u toj radnji.[5]

### Kazne u slučaju postojanja ličnog interesa
Ako lice koje ima posebnu dužnost prema društvu, ne prijavi društvu pravni posao ili radnju u kojoj ima lični interes, odnosno ne pribavi odobrenje pravnog posla ili radnje u slučaju postojanja ličnog interesa a u nameri da to društvo zaključi  ugovor  ili preduzme radnju u kojoj će pretrpeti štetu, kazniće se  novčanom kaznom ili  zatvorom do jedne godine.
Ako je usled izvršenja radnje društvo pretrpelo štetu koja prelazi iznos od  deset miliona dinara  , učinilac će se kazniti zatvorom od šest meseci do pet godina i novčanom kaznom.
Uz kaznu zatvora sud može učiniocu izreći zabranu obavljanja funkcije, u skladu sa Krivičnim zakonikom  Архивирано на веб-сајту  (1. децембар 2011) .

## Spoljašnje veze
- Politika
- Zakon o privrednim društvima